# Miki Weckström
Miki Weckström (ur. 16 listopada 1992 roku) – fiński kierowca wyścigowy.

## Kariera

### Formuła Renault
Weckström rozpoczął karierę w jednomiejscowych samochodach wyścigowych w wieku 18 lat w 2010 roku w Formule Renault. W tym roku rozpoczął starty w Europejskim Pucharze Formuły Renault 2.0 oraz w Północnoeuropejskim Pucharze Formuły Renault 2.0. W obu tych seriach Fin podpisał kontrakt z fińską ekipą  Koiranen Bros. Motorsport. W serii europejskiej raz stanął nawet na podium. Fin zdobył w Europejskim Pucharze Formuły Renault 2.0 oraz w Północnoeuropejskim Pucharze Formuły Renault 2.0 odpowiednio 21 i 20 punktów, co uplasowało go odpowiednio na 15 i 28 pozycji w klasyfikacji generalnej.
W sezonie 2011 Fin wystartował w zespole Tech 1 Racing w Europejskim Pucharze Formuły Renault 2.0 oraz w Alpejskiej Formule Renault 2.0. Po dwóch wyścigach uplasował się na 24 pozycji w klasyfikacji generalnej serii alpejskiej. Zaś w europejskim pucharze z dorobkiem 11 punktów był 18 w klasyfikacji końcowej.
Na sezon 2012 Weckström podpisał kontrakt z KTR na starty w Europejskim Pucharze Formuły Renault 2.0. Po ośmiu wyścigach zdobył 18 punktów, co mu dało 20 pozycję w klasyfikacji generalnej.

## Statystyki
| Sezon | Seria                                         | Zespół                    | Wyścigi | Zwycięstwa | PP | NO | Podium | Punkty | Pozycja |
| ----- | --------------------------------------------- | ------------------------- | ------- | ---------- | -- | -- | ------ | ------ | ------- |
| 2010  | Europejski Puchar Formuły Renault 2.0         | Koiranen Bros. Motorsport | 16      | 0          | 0  | 1  | 1      | 21     | 15      |
| 2010  | Północnoeuropejski Puchar Formuły Renault 2.0 | Koiranen Bros. Motorsport | 2       | 0          | 0  | 0  | 0      | 20     | 28      |
| 2011  | Europejski Puchar Formuły Renault 2.0         | Tech 1 Racing             | 14      | 0          | 0  | 0  | 2      | 11     | 18      |
| 2011  | Alpejska Formuła Renault 2.0                  | Tech 1 Racing             | 2       | 0          | 0  | 0  | 1      | 24     | 24      |
| 2012  | Europejski Puchar Formuły Renault 2.0         | KTR                       | 8       | 0          | 0  | 0  | 0      | 18     | 20      |